# Estação Anatole France

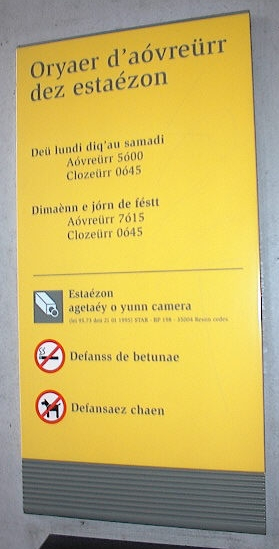
Placa de sinalização, Metro de Rennes.

Anatole France é uma estação da linha única do Metro de Rennes.. Os projetistas da estação foram os arquitetos Pierre Prunet et Pascal Prunet. O acesso a plataforma de embarque é feito por elevadores de alta velocidade, não havendo escadas rolantes no local. A plataforma foi construída com um desnível de 24 metros em relação ao nível da rua.
Institut Universitaire de Formation des Maîtres fica nas proximidades da estação.
O nome da estação é uma homenagem ao escritor francês Anatole France (1844-1924).